# George Philip Reinagle

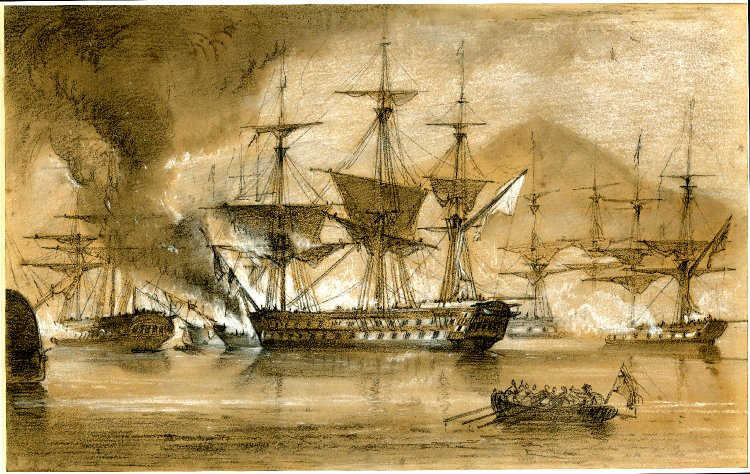
The Scipion on entering the harbour ran aboard the brulot

George Philip Reinagle (* 1802; † 6. Dezember 1835 in London) war ein englischer Marinemaler.

## Leben
Der jüngste Sohn des Malers Ramsay Richard Reinagle hatte Unterricht bei seinem Vater, übte sich als Marinemaler aber vor allem durch das Kopieren von Werken der Holländer Ludolf Bakhuizen und Willem van de Velde. Das erste Bild, das er der Royal Academy of Arts einsandte, war jedoch das Porträt eines Gentleman. In den nächsten Jahren folgten Werke wie ‘Ship in a Storm firing a Signal of Distress, Calm und A Dutch Fleet of the Seventeenth Century coming to Anchor in a Breeze.
1827 war er an Bord der Mosquito Zeuge der Schlacht von Navarino, über die er 1828 die Illustrations of the Battle of Navarin und die Illustrations of the Occurrences at the Entrance of the Bay of Patras between the English Squadron and Turkish Fleets veröffentlichte. 1833 war er mit der britischen Flotte unter Admiral Charles John Napier bei der Seeschlacht gegen Miguel von Portugal am Cabo de São Vicente teil. Das resultierende Werk Admiral Napier’s Glorious Triumph over the Miguelite Squadron sandte er 1834 an die Royal Academy.
Gemälde Reinagles befinden sich u. a. im Besitz des National Maritime Museum in Greenwich, des Royal Albert Memorial Museum und der National Gallery of Canada.